# Нагібіно
Нагі́біно (рос. Нагибино) — селище у складі Опарінського району Кіровської області, Росія. Входить до складу Вазюцького сільського поселення.
Населення становить 5 осіб (2010, 8 у 2002).
Національний склад станом на 2002 рік — росіяни 75 %.